# 呂文度
呂文度（？—？），會稽山陰（今浙江省紹興市）人。南朝宋齊年間倖臣。

## 生平
呂文度在宋時曾任細作署的金銀庫吏以及竹局匠，至宋後廢帝元徽年間任射雉典事，後至郢城。沈攸之起事時，呂文度在江州行事蕭賾所鎮守的盆城處，並在那裏協助打理軍隊雜役，更因而得到和蕭賾相識的機會。昇明二年（478年）蕭賾受召還都任領軍將軍、撫軍將軍，呂文度隨其還都，並改任石頭城監。建元元年（479年）蕭齊建立後，齊高帝立蕭賾為太子，呂文度亦隨蕭賾轉任東宮。
建元四年（482年）蕭賾即位，以呂文度為制局監、領軍外監。在皇帝的寵信之下，呂文度得以專制禁中兵權，原本作為禁軍統帥的領軍將軍只是徒具虛名而已。其時亦正在實行虞玩之等人對審核戶籍的建議，對一些有造假問題的戶籍進行「卻籍」，即遣回原本應該所在的戶籍，蕭賾為了成效更設立了檢籍官，指定了每天檢出的最低額度；且呂文度進而上請將被卻籍的人士流放到淮北邊戍，更得接納。嚴苛的檢籍及大批人被流放的苦況最終觸發了永明三年（485年）的唐㝢之起事。
蕭賾信任呂文度，更曾說：「公卿之中若有呂文度這樣憂國的人，天下又怎會不安定。」而呂文度在皇帝的恩倖下作出了一些枉法的行徑，例如收受大量賄賂、建築府邸園林及收藏名貴織品等。有傳言更稱蕭賾曾尋找越州刺史一職人選，呂文度知蕭賾心中條件，遂推薦了費延宗，蕭賾亦果然以其外任越州。不過，蕭賾後亦曾敕令近臣不得擅自舉薦人員，違反的士族會免官而寒門則被鞭打一百，顯示呂文度的各種權力和專擅都是在蕭賾的控制之下。後呂文度官至員外郎、帶南濮陽太守。